# Carmen Yulín Cruz Soto
Carmen Yulín Cruz Soto   (San Juan, 25 de febrer de 1963) és una política portorriquenya. Alcaldessa de San Juan, Puerto Rico entre 2013 i 2020, Yulin està afiliada al Partit Popular Democràtic (PPD) i és membre dels sobiranistes, l'ala dins del PPD que dona suport a reemplaçar la clàusula territorial amb un document basat en la seva visió d'un Estat Lliure Associat Sobirà. Aquest Estat Lliure Associat seria un híbrid entre l'estat actual i una associació lliure compacta, reclamant la sobirania de Puerto Rico però conservant els acords existents com la defensa comuna, la moneda i la ciutadania americana. Dins del PPD, el sobiranistes són contraris als conservadors, els quals donen suport a mantenir l'actual estat territorial.

## Biografia
Carmen Yulín Cruz Soto és filla de Carmen Irene Soto Molina, de Lares, i Pedro Cruz Vega i té un germà, Pedro José Cruz. Cruz va heretar el seu segon nom, Yulín, de la seva àvia, Lutgarda Vega.
 Cruz va completar el tìtol de Grau en Ciències Polítiques a la Universitat de Boston, graduant-se amb Magna Cum Laude. Ella també va completar un Master a l'Escola Heinz de la Universitat Carnegie Mellon a Pittsburgh, Pennsilvània, on esdevingué la primera estudiant a rebre el Premi Esperit, avui anomenat Premi Barbara Jenkins.

## Carrera política
El 1992, Cruz va retornar a Puerto Rico i assessorà la llavors alcalde de San Juan, Sila María Calderón. Es va presentar a les eleccions generals del 2000 de la Cambra de Representants pel Districte 1, però va perdre.
 Cruz va concórrer un altre cop per la Cambra de Representants a les eleccions de 2008, després de guanyar les primàries en el PP. Després de ser triada, Cruz fou la presidenta del PPD a la Comissió d'Afers de Dones, entre d'altres. A causa de l'alta població d'immigrants Dominicans en les subdivisions de San Juan, principalment a Santurce, Cruz es va implicar i donà sport a la Dominican American National Roundtable.
El 2011, esdevingué la primera candidata del seu partit presentant més de 4.000 suports, dels 2.000 necessaris. A les primàries del PPD del 2012, Cruz va liderar els vots de tots els candidats a la Cambra de Representants, seguida pel seu amic sobiranista, Luis Vega Ramos. Obtingué 217.162 vots que van superar a la Presidenta de la Cambra de Representants, Jennifer González, que obtingué 216.087 vots en les primàries del PNP.
Cruz Soto va començar el seu interès per l'alcaldia de la seva ciutat San Juan el 2011, però decidí fer un pas enrere per l'oposició dels conservadors, liderats pel president del PPD Alejandro García Padilla, qui va anomenar al seu segon dins d'aquest grup, Héctor Ferrer, com a representant per ocupar la posició. Però el seu nom resurgí després de la dimissió de Ferrer, qui va ser forçat a abandonar la cursa per l'alcaldia a causa d'un incident d'abús domèstic que ocasionà una investigació formal.

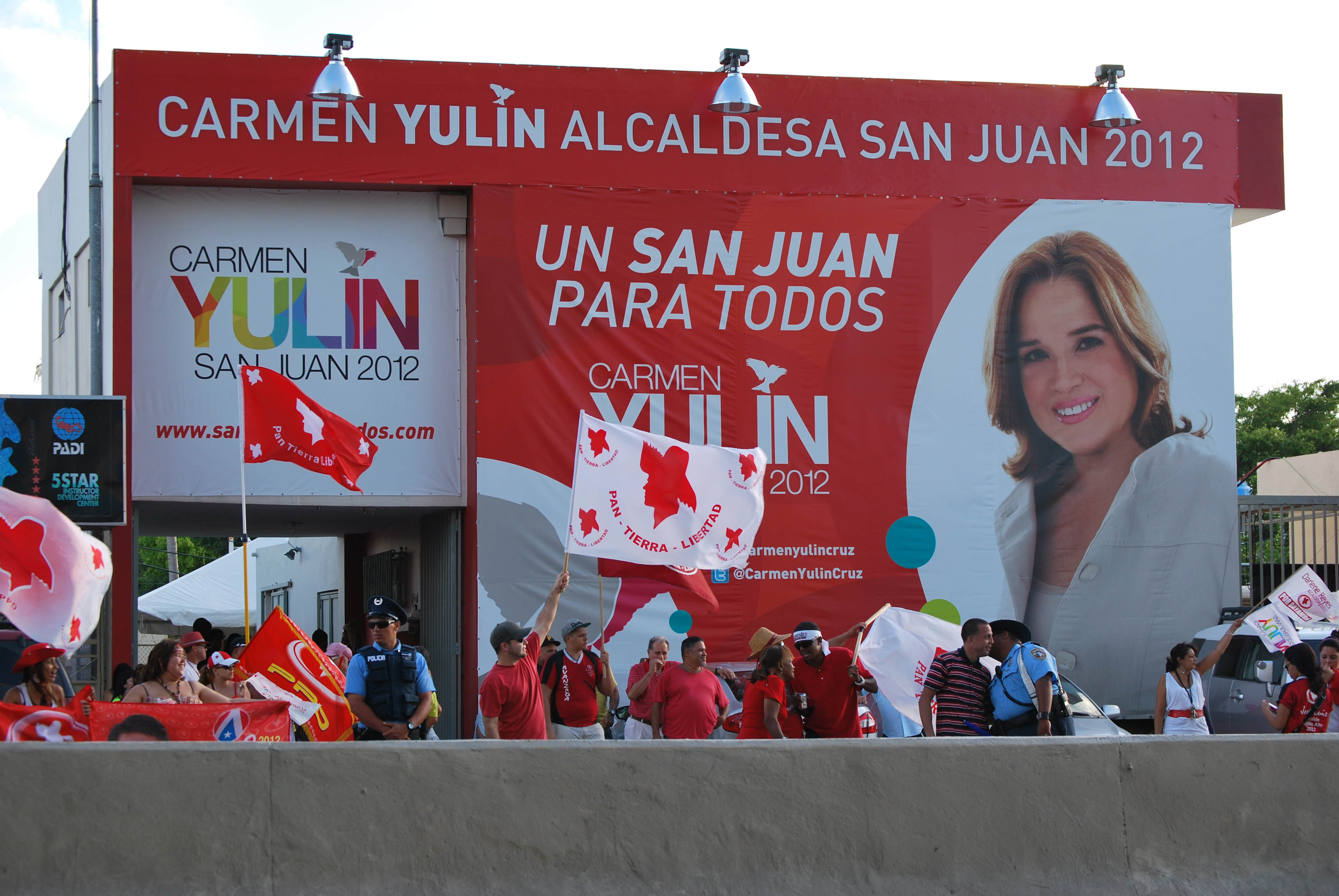
La seu de campanya electoral de Carmen Cruz dos dies abans de les eleccions de 2012

Tot i que Cruz inicialment es va negar a concórrer per l'alcaldia de la seva ciutat, el 26 de març de 2012 va anunciar la seva decisió d'acceptar la petició del seu partit i desafiar l'alcalde sortint Jorge Santini. En els mitjans de comunicació, Cruz va ser afavorida sobre Santini sobretot a les xarxes socials, Facebook i Twitter, segons algunes fonts. Així mateix, va ser afavorida en les enquestes oficioses realitzades per les principals publicacions El Nuevo Día (64% 1.940 vots) i Primera Hora (120.041 vs. 34,588 o 77,3%).
El 28 de març de 2012, va ser comunicat que Cruz havia estat proposada com a speaker del PPD a la Cambra de Representants. Dos dies més tard, el comitè municipal de San Juan la va ratificar com a nova presidenta. Per contrast a la majoria dels candidats per qualsevol alcaldia, ella va expressar no creure en la "perpetuació en el càrrec", fent notar que vuit anys haurien de ser prou per complir un pla de desenvolupament, si era executat correctament. El 4 de maig de 2012, va assistir a la conferència Service Employees International Union on va mantenir un retrobament amb Jim Messina, director de campanya de Barack Obama, per parlar sobre salut i els fons d'educació, afirmant que "és important prendre posicions en la política nord-americana, donat que la meitat de tots els porto-riquenys hi viuen". Durant aquesta visita, Cruz també va negociar l'establiment d'una aliança entre Chicago i San Juan amb la comunitat portorriquenya que viu allà, dirigit pel congressista Luis Gutierrez. Carmen Yulín també ha expressat suport ple per LGBT i els drets de les dones.

### Alcaldesa de San Juan
Cruz va ser elegida com a alcalde de San Juan el 6 de novembre de 2012, derrotant el tres vegades alcalde Jorge Santini Padilla. Esdevingué la tercera alcalde de San Juan, després de Felisa Rincón de Gautier i Sila Calderón.
L'administració de Cruz continua els plans de l'alcalde anterior Jorge Santini per la revitalització del barri/districte de Río Piedras. La primera fase d'aquest pla va consistir en la restauració dels seus edificis. Un pla econòmic encapçalat per José Rivera Santana va promoure incentius per a l'habitatge i la creació de nous negocis a Rio Piedras, en un intent de rescatar la importància econòmica que el districte va tenir anteriorment. Això es complementava amb la comunicació directa i la col·laboració amb la comunitat local i diverses institucions com la Universitat de Puerto Rico. Entre les iniciatives per revitalitzar l'economia municipal, Cruz va proposar l'eliminació absoluta del 7% impost de vendes (IVU) a Río Piedras per un període de quatre anys. Això seria el primer cop que una zona rebria tal una exempció, donant als negocis petits i locals un avantatge estratègic sobre les grans corporacions estrangeres.